# معاهده پاریس (۱۷۹۶)
معاهده پاریس در ۱۵ مه ۱۷۹۶ یک معاهده بین جمهوری نخست فرانسه و پادشاهی پیه‌مونته ساردینیا در طول جنگ ائتلاف اول بود.
پس‌از چهار سال جنگ، فرانسوی‌ها به رهبری ناپلئون بناپارت سرانجام ارتش پیه‌مونته را در نبرد مونتنوته و در ۲۱ آوریل ۱۷۹۶ در نبرد موندووی شکست دادند. این امر پادشاه ویکتور آمادیوس سوم را مجبور کرد تا یک هفته بعد در چراسکو، آتش‌بس چراکسو را امضا کند و نخستین ائتلاف علیه جمهوری نخست فرانسه را رها کند.
در معاهده بعدی، پادشاه ویکتور آمادئوس سوم جمهوری نخست فرانسه را به رسمیت شناخت، دوک‌نشین ساووی و شهرستان نیس را به فرانسه واگذار کرد و به ارتش انقلابی فرانسه اجازه عبور آزاد از قلمرو خود به‌سمت دیگر نقاط ایتالیا داد. پادشاه چند ماه پس‌از امضای معاهده درگذشت.
علاقه فرانسه به ساووی قبلاً در سال ۱۷۹۲ نشان داده شده بود که انقلابیون، این سرزمین‌ها را به‌عنوان بخش هشتاد و چهارم فرانسه تحت نام «مونت بلان» ضمیمه کردند. و این کار باعث جنگ با پیه‌مونته ساردینیا شده بود.
پیه‌مونته ساردینیا هرگز این خسارات را نپذیرفت، آنها در معاهده پاریس (۱۸۱۴) بخشی از ساووی و یک سال بعد در معاهده پاریس (۱۸۱۵) بقیه این مناطق را پس گرفتند. هرچند آنها توسط فرانسه در زمان ناپلئون سوم بازپس گرفته شدند.